# Zamzam

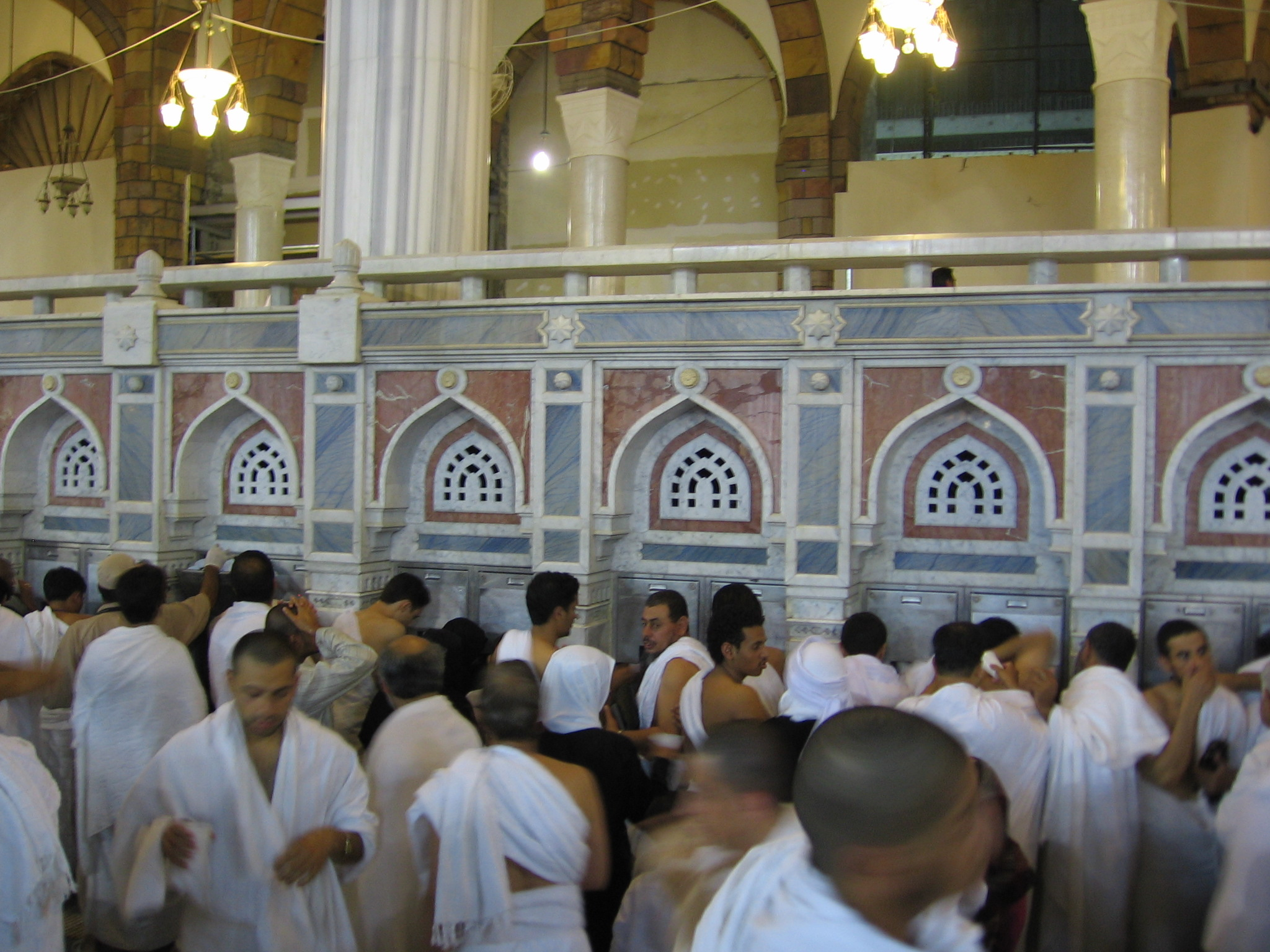
Pèlerins se servant de l'eau de Zamzam (2008).

Zamzam (arabe : زَمْزَم et parfois retranscrit Zemzem) est une source d'eau qui constitue le puits du sanctuaire de la Kaaba, à La Mecque (Arabie saoudite). D'origine miraculeuse selon l'islam et la tradition musulmane, elle aurait surgi de par la volonté de Dieu, par le biais de l'ange Gabriel creusant de son pied ou de son aile pour la faire apparaître et sauver ainsi de la mort Agar (femme d'Abraham) et leur fils Ismaël qui erraient dans le désert. Toujours en activité de nos jours, elle ne s'est jamais tarie malgré des siècles d'existence dans le désert et une très forte consommation.[source insuffisante] Les pèlerins ont à cœur d'en ramener de leur pèlerinage.

## Le puits de Zamzam

### Origine du nom

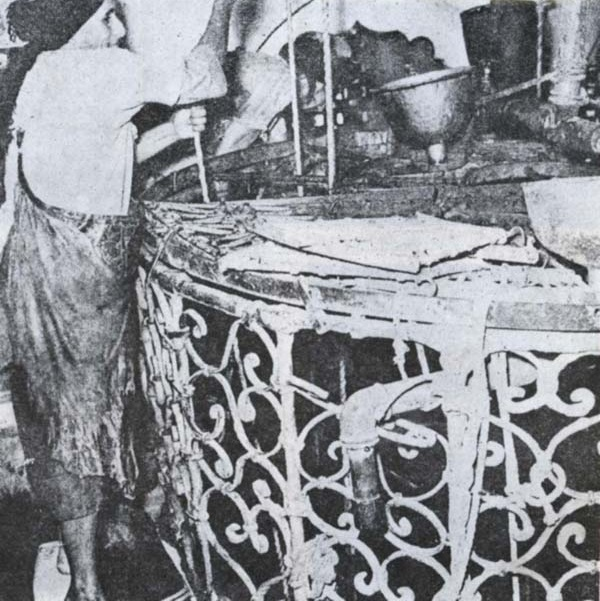
Puits de Zamzam avant les modifications qui lui ont été apportées.

Une autre appellation du puits est Bir Ismaïl (« le puits d'Ismaïl ») qui vient de l'origine sémitique. Les Sémites appellent les sources (qui sont pour eux des faveurs divines) 'ayn (« œil ») ou bi'r (« puits »[réf. nécessaire]). La renommée de cette source s'étendait jusqu'à la Perse.
L'une des explications traditionnelles du nom du puits vient de l'expression « Zomë Zomë », signifiant « stop ». D’après les récits, Hajar a répété ces mots pour tenter de contenir la source d'eau. Une tribu de Bédouins, les Jurhum, se serait installée là en promettant de prendre soin de la mère et l'enfant. C'est ainsi, d'après la tradition musulmane et la Genèse (qui mentionne un séjour au désert de Paran et dont estime qu'il inclut le désert d'Arabie) qu'Ismaël (qui a un demi frère, Isaac) issu d'une Égyptienne et d'un Babylonien (Abraham) grandit à la Mecque et y épousa une femme arabe de souche, dont les descendants seront les tribus arabes dites « arabisées ».

## Histoire

### Origine
Le prophète Abraham reçut l’ordre de se rendre à La Mecque accompagné de Hajar et son fils Ismaël. Selon la tradition, Dieu lui ordonna d’abandonner sa deuxième femme et son fils dans une vallée aride, rocheuse et inhabitée. La source de Zamzam, toujours selon la tradition, jaillit de terre sur ordre d'Allah par l'intermédiaire de l'ange Gabriel pour Hajar et son fils Ismaël, alors qu'ils se trouvaient seuls dans cette vallée désertique.

### VIesiècle
Abd al-Muttalib, l'aïeul de Mahomet, fit agrandir et embellir le puits. Il en fit garnir les parois de maçonnerie. La tradition affirme qu'il en retira un jour deux gazelles d'or, des sabres et des cuirasses dont il fit la porte de la Kaaba qu'il revêtit en plus de plaques en métal précieux tiré de l'une des statues de gazelles ; la deuxième étant placée dans le temple. D’après la croyance islamique, l'ange Gabriel a lavé le cœur du prophète Mahomet avec l'eau de Zamzam à l'âge de 5 ans environ, le jour de sa purification.

## Les traditions mecquoise et zoroastrienne
Ces traditions se rejoignent, : plusieurs auteurs et penseurs musulmans - tels Sohrawardi (1155-1191), initiateur de la philosophie illuminative - ont tenté d'intégrer Zarathoustra à la lignée prophétique abrahamique[pas clair].
Un très ancien sanctuaire d'un génie des eaux, près de la ville de Samarcande, actuellement en Ouzbékistan, à la limite nord-est du monde iranien, a été établi à l'endroit où la principale adduction d'eau faisait son entrée dans la ville. Il avait été islamisé sous l'invocation de Qutham, (ou Koussam Ibn Abbas, cousin du prophète) fils de al-'Abbās, l'oncle paternel du Prophète, dont se réclamaient les califes abbassides. Qutham disparut à cet endroit lors du premier siège de Samarcande par les Arabes (676) – décapité alors qu'il priait, il se releva emportant sa tête, comme saint Denis, et s'enfonça dans un puits. Al-'Abbās son père était à La Mecque le gardien de l'eau sainte du puits Zamzam. Son tombeau se trouverait sous la nécropole Chah e Zindeh. Le culte du saint dut être développé par les Abbassides, mais le lieu était sacré bien avant eux.

## Informations techniques

### Hydrologie
Du point de vue hydrologique, la partie supérieure du puits traverse des alluvions sableuses et la partie inférieure est creusée dans la roche, dont une partie perméable permet l'infiltration de l'eau jusqu'à la nappe phréatique.
L'origine de l'eau provient des chutes de pluie infiltrées dans la vallée et de celles provenant des collines des alentours. Elle est en diminution compte tenu de l'augmentation de la population.
Le Centre de recherches et d'études de Zamzam dépendant de l'Inspection géologique saoudienne analyse les propriétés techniques de l'eau et ces informations sont continuellement mises à jour sur Internet. D'autres puits des environs sont également surveillés afin de gérer le système aquifère local.

### Eau
L'eau est riche en azote, en calcium et en chlore, plutôt lourde et d'un goût âpre. Le géographe arabe El Yacoubi (mort en 897) estimait qu'« il n'était pas recommandé de consommer cette boisson en raison de ses effets néfastes potentiels sur la santé ».
Quant à la qualité de l'eau, le prophète lui-même semble partagé dans son opinion. Un hadith promet « qu'un jour sa saveur deviendrait plus délectable que les flots du Nil et de l'Euphrate ». Certainement au fait de ce hadith, Méhémet Ali, le premier vice-roi d'Égypte (1805-1848), fit son pèlerinage de la Mecque avec des provisions d'eau du Nil pour tout son séjour. 
Concentrations minérales selon les chercheurs de l'université du Roi-Saoud : Sodium 133 mg/L, Calcium 96 mg/L, Magnésium 38,88 mg/L, Potassium 43,3 mg/L, Bicarbonate 195,4 mg/L, Chlorure 163,3 mg/L, Fluorure 0,72 mg/L, Nitrate 124,8 mg/L, Sulfate 124,0 mg/L, pH 8 ; Total alcanilité 835 mg/L 835 mg/L.

### Architecture
On trouve l'accès du puits sacré en tournant le dos à la Kaaba. De larges marches descendent sous le temple. Une ouverture est réservée aux hommes, une autre aux femmes. À l'origine, la source se trouvait près de la station d'Abraham (ce n'est pas le tombeau du patriarche qui se trouve à Hébron, mais une sorte d'escabeau rocheux sur lequel celui-ci s'est hissé pour fixer la pierre noire. Le roc porte deux empreintes profondes de pieds joints) dotée d'une somptueuse margelle et surmontée d'une voûte.
Le puits a été aménagé par les Saoudiens en salles d'eau souterraines pour dégager complètement le tawaf. Une série de robinets dispensent l'eau sacrée, de surcroît assainie et glacée et des lavabos (comme de larges pupitres incurvés) sont installés pour les pèlerins, à l'abri de la canicule. Les croyants s'y désaltèrent et s'y lavent. Au fond du hall, vaste et carrelé, il y a une petite galerie fermée par des plaques en verre épais où un moteur et des tuyaux puisent et régulent le débit de la source. C'est l'emplacement antique du puits, protégé et sur lequel veille une sentinelle.
Le puits a été creusé à la main. Il fait environ 30 m de profondeur et 1,08 à 2,66 de diamètre. L'eau vient des alluvions de la rivière Wadi et du fond rocheux. À l'origine, l'eau était puisée à l'aide de cordes et de seaux. Depuis, des pompes électriques extraient l'eau, qui est disponible dans tout le Masjid al-Haram par des fontaines et des containers près de la zone de Tawaf.